# Quappe

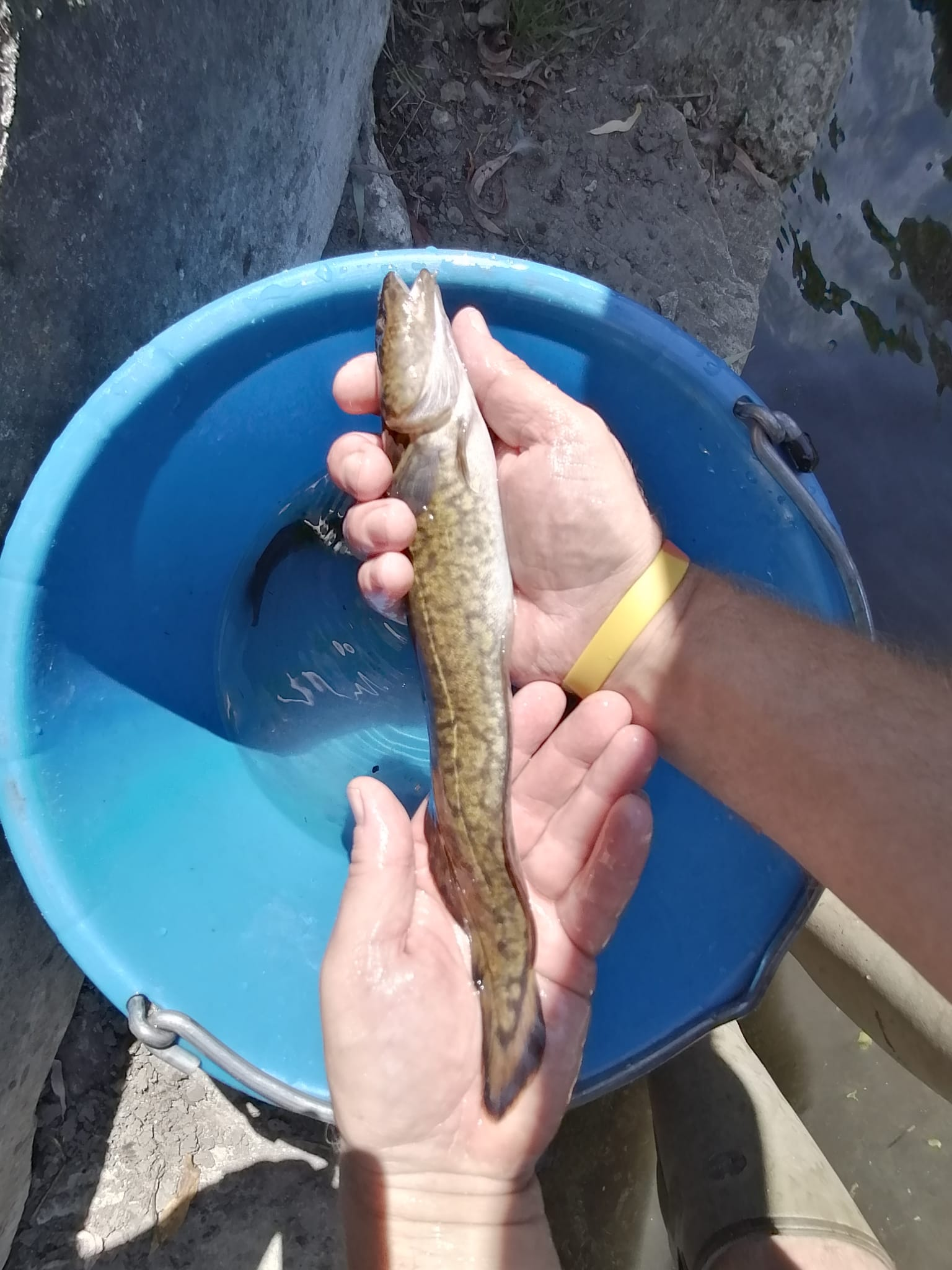
Quappe aus dem Wiederansiedlungsprojekt in Linkenheim

Die Quappe (Lota lota) ist ein Knochenfisch aus der Familie der Quappen (Lotidae). Sie wurde 1758 von Linné als Gadus lota erstbeschrieben, der Gattungsname Lota ist späteren Datums. Die Quappe ist der einzige Fisch aus der Ordnung der Dorschartigen, der ausschließlich im Süß- oder Brackwasser vorkommt. Sie gehört in Deutschland zu den stark gefährdeten Tierarten und unterliegt deshalb in vielen deutschen Bundesländern fischereilichen Schonbestimmungen. 2002 war die Quappe in Deutschland Fisch des Jahres.
Am Bodensee wird sie Trüsche genannt, in der Schweiz auch Trische oder Treische, in Österreich Rutte, süddeutsch auch Ruppe, Aalrutte, Aalquappe oder Aalraupe und norddeutsch Quappaal.

## Verbreitung und Lebensraum
Die Quappe ist in den nearktischen und paläarktischen Regionen zwischen dem 40. und 70. nördlichen Breitengrad zu finden. In Europa wird ihr Verbreitungsgebiet nach Süden hin durch die Rhone, den Po und den nördlichen Balkan begrenzt. Sie ist zwar auch im Brackwasser von Flussmündungen zu finden, bevorzugt aber das Süßwasser tiefer Seen und kühler Flüsse in einem Temperaturbereich von vier bis 18 Grad Celsius. Die Quappe lebt auf kiesigem oder sandigem Grund in einer Tiefe von einem bis 700 Meter, wo sie sich am Tage häufig unter Wurzeln, Steinen und zwischen dichter Vegetation aufhält. Schlammigen Bodengrund meidet sie.

## Merkmale

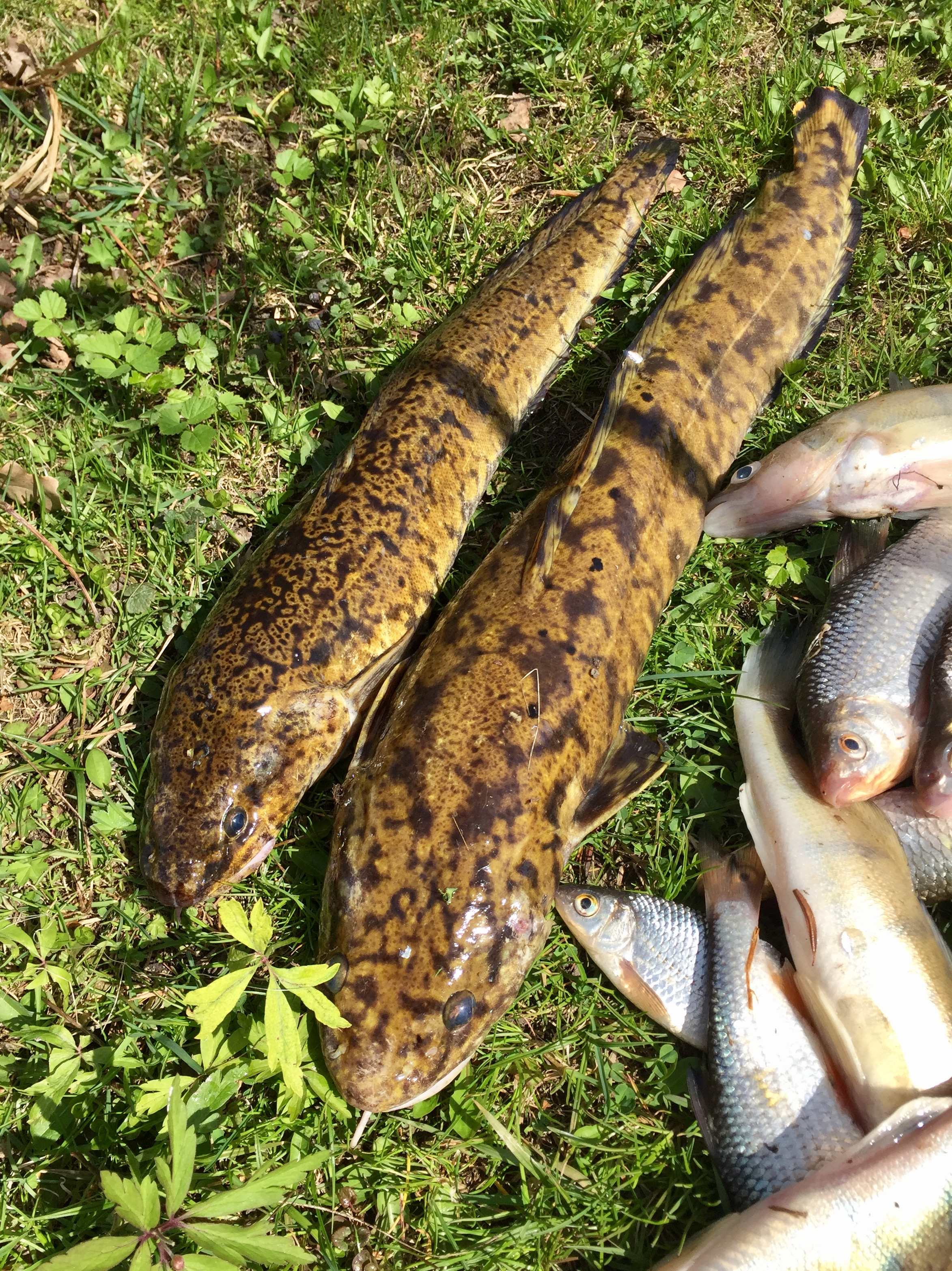
Zwei gefangene Quappen

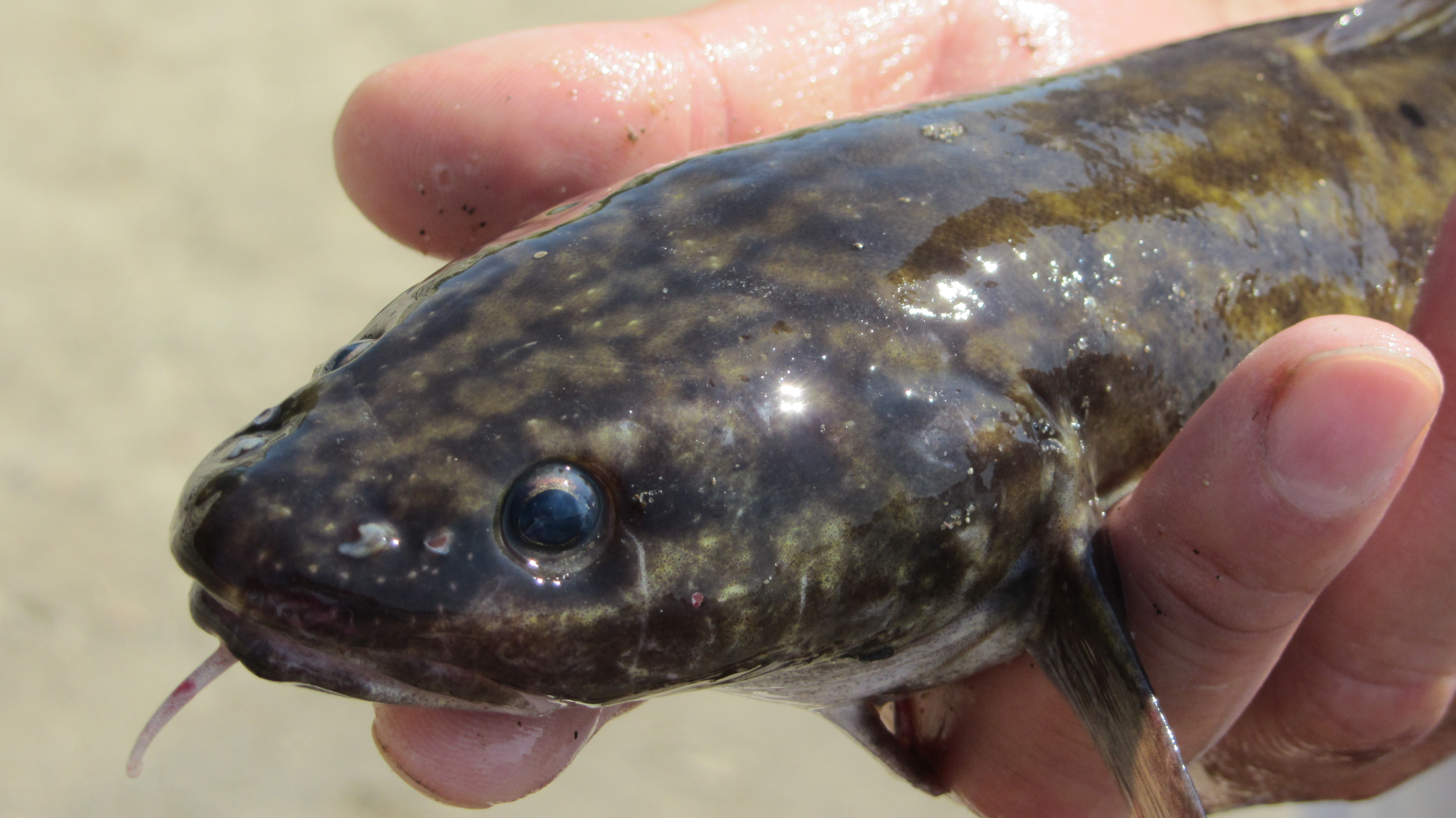
Bartfaden der Quappe. Widin, Bulgarien

Die Quappe, ein bodenlebender und nachtaktiver Raubfisch, kann bis zu einer Länge von 150 Zentimetern und einem Gewicht von 34 Kilogramm heranwachsen, wird in der Regel allerdings nicht größer als 40 Zentimeter. Ihr langgestreckter Körper ist vorn im Querschnitt rund und wird nach hinten zunehmend seitlich abgeflacht. Sie trägt eine braune oder schwarze Marmorierung auf gelber, hellbrauner oder brauner Grundfarbe. Der Bauch ist heller gefärbt. Die Quappe hat zwei weichstrahlige Rückenflossen, von denen die zweite etwa sechsmal länger ist als die erste und fast über die halbe Körperlänge reicht. Auffallend lang ist auch die Afterflosse. Die Bauchflossen sind kehlständig, das heißt die Quappe trägt sie noch vor den Brustflossen. Die Schwanzflosse ist deutlich abgerundet. Das breite Fischmaul der Quappe ist leicht unterständig und trägt am Kinn einen langen Bartfaden. Zwei sehr kurze Barteln befinden sich außerdem noch hinter den vorderen Nasenlöchern.
Anzahl der Flossenstrahlen:
- Dorsale 1 9–16, Dorsale 2 67–85, Anale 65–78, Ventrale 6–8, Pectorale 17–22.

## Verhalten
Unterhalb einer Länge von etwa 20 bis 30 Zentimetern ernähren sich Quappen von bodenlebenden Wirbellosen, mit zunehmender Größe fressen sie hauptsächlich Fische. Auch Fischlaich wird aufgenommen. Bei der Auswahl ihrer Beute sind sie recht opportunistisch, bevorzugen aber bodenlebende Arten, wie beispielsweise Gründlinge. Die Nahrungssuche findet vorwiegend in den Dämmerstunden und in der Nacht statt. Der Tag wird überwiegend ruhend in Verstecken verbracht. Im Gegensatz zu vielen anderen Fischarten sind Quappen im Winter deutlich aktiver als im Sommer, während dessen sie ihre Nahrungsaufnahme deutlich einschränken.

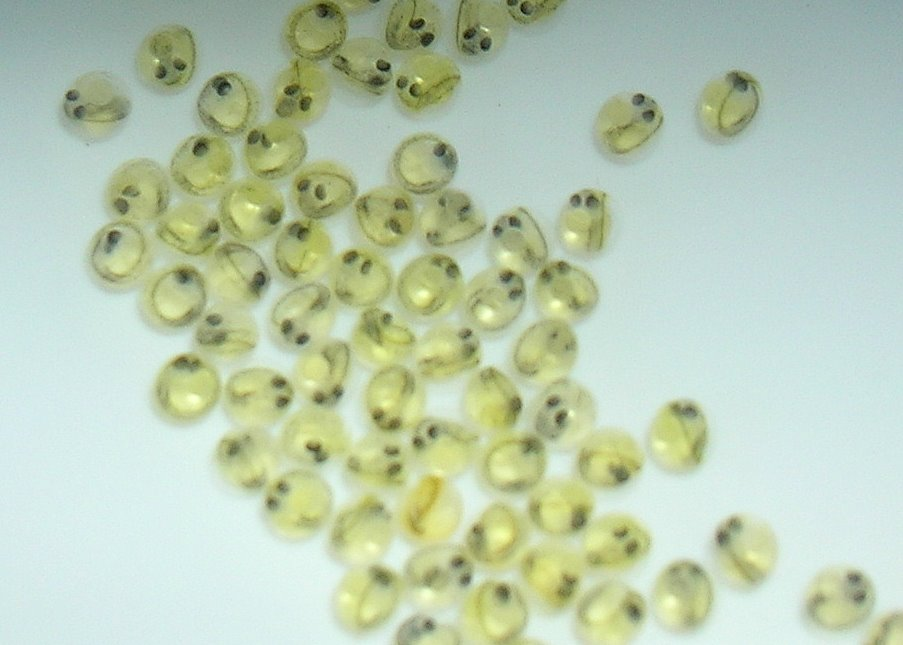
Für die Entwicklung der sehr empfindlichen Embryonen ist eine Temperatur zwischen 2 und 6 °C erforderlich. Hier sind bereits die Augen der Brut im Ei erkennbar.

Während der Laichzeit von November bis März ziehen die Quappen in flacheres Wasser oder stromaufwärts in kleinere Flüsse. Die Laichgebiete werden individuell aufgesucht, wobei die Männchen versuchen, vor den Weibchen anzukommen. Die Paarung erfolgt in der Nacht über sandigem oder kiesigem Grund. Dabei drängen sich die Tiere zu kugelförmigen Gebilden zusammen. Jeder Fisch versucht, in die Mitte der Gruppe zu gelangen und hinterlässt dort Eier oder Samen. Ein Weibchen kann, in Abhängigkeit von Größe und Lebensraum, von 100.000 bis zu 3.000.000 Eier produzieren. Quappen betreiben keine Brutpflege. Die etwa einen Millimeter im Durchmesser messenden gelben, bernstein- oder auch orangefarbenen Eier sinken auf den Grund und reifen innerhalb von sechs bis zehn Wochen. Nach dem Schlupf wachsen die Larven in vier Wochen von weniger als einem Zentimeter auf mehr als zwei Zentimeter heran. Ein sehr schnelles Wachstum setzt sich in den ersten vier Lebensjahren fort, danach wachsen Quappen zunehmend langsamer.
Ihre Geschlechtsreife erreichen Quappen im dritten oder vierten Lebensjahr. Die Lebenserwartung beträgt in der Regel etwa 10 bis 12 Jahre. In Gewässern ohne menschliche Einflussnahme wird die Quappe bis 15 Jahre alt.

## Quappe und Mensch
Die Quappe gilt als hervorragender Speisefisch. Ihre vor der Laichzeit fettreiche, große Leber war bereits im Römischen Reich von Feinschmeckern sehr begehrt. Insbesondere ihre winterliche Aktivität und ihr Ruf als Laichfresser machten sie bei Bewirtschaftern von Salmonidengewässern unbeliebt. Sie wurde daher häufig gezielt entfernt. Inzwischen gibt es vielerorts Bestrebungen zur Wiedereinbürgerung, wie zum Beispiel in der Lippe, Ruhr, Nidda, der Oste und am Neckar. Teilweise werden für Besatzmaßnahmen mit Quappen im Rahmen von Artenhilfsprogrammen auch Mittel aus der Fischereiabgabe bereitgestellt, die bei der Erteilung von Fischereischeinen erhoben wird. Ende Mai 2018 wurden 1500 Quappen auch wieder in der Stever angesiedelt. Im Jahr 2019 wurden ein Quappenbesatz im Landkreis Karlsruhe vorgenommen und von mehreren Anglervereinen in der Region betreut. Die Quappe ist in vielen Gewässern geschützt und darf weder gezielt beangelt noch dem Gewässer entnommen werden.
Eine Gegend in der unteren Havelniederung heißt im Volksmund scherzhaft „Quappenwinkel“ und die Bewohner „Quappenköppe“, da dort früher viele Quappen gefangen wurden.